# 제2차 세계 대전의 추축국의 승리

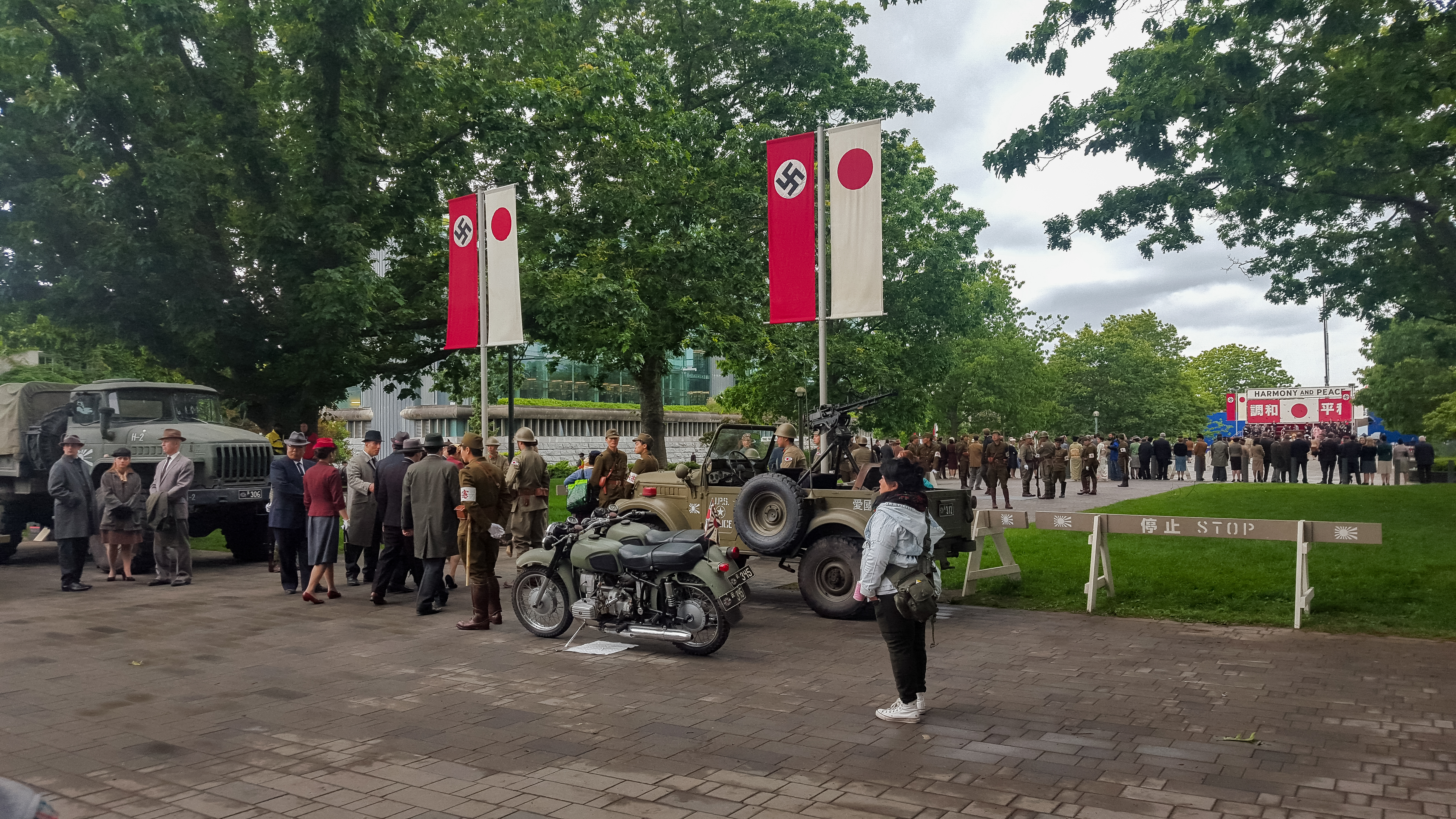
2015년 캐나다 밴쿠버에 조성된 텔레비전 드라마 《높은 성의 사나이》 촬영 현장. 이 드라마는 제2차 세계 대전에서 승리한 추축국이 연합국의 주요 도시들을 점령했다는 설정을 담고 있다.

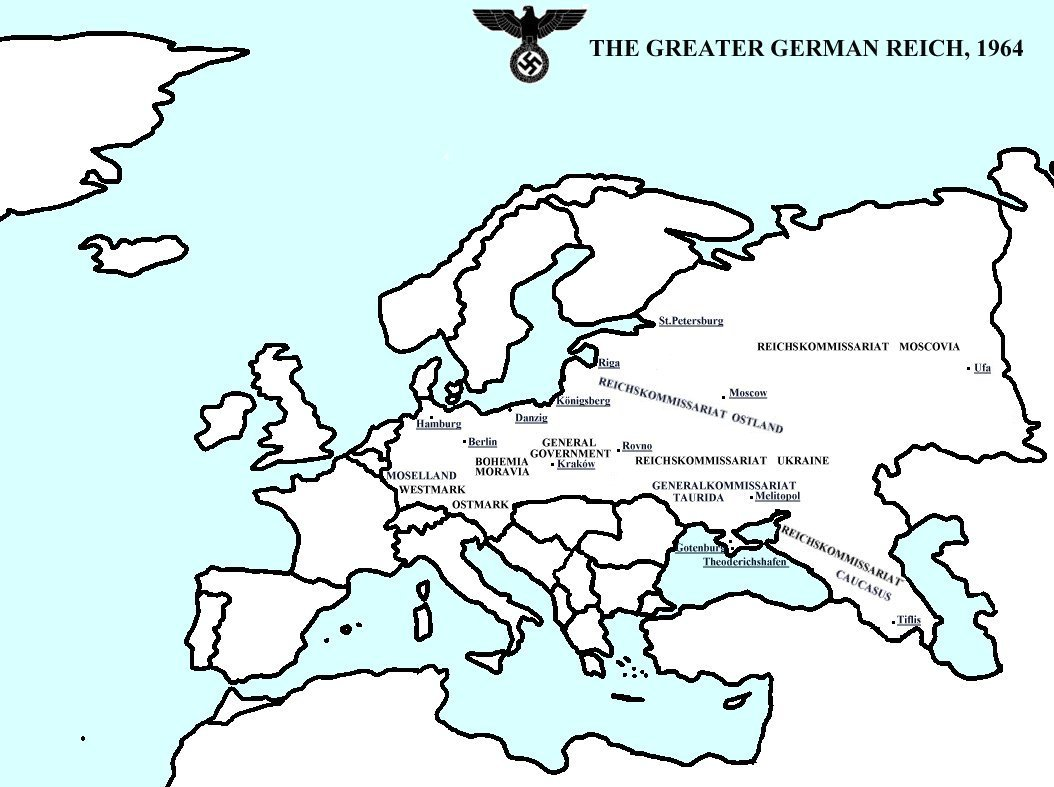
이 유럽 지도는 로버트 해리스의 당신들의 조국에서 묘사된 1964년의 독일 제국을 묘사하고 있다. 소설 내지만, 이 지명의 많은 수가 실제로 나치의 레벤스라움 계획 지역에 붙여지거나 계획되었다.

제2차 세계 대전의 추축국의 승리(영어: Hypothetical Axis victory in World War II)는 대체 역사에서 널리 사용되는 개념이다. 제2차 세계 대전의 대체 역사는 영어권에서 가장 대중적인 관점의 전환으로 미국 남북 전쟁의 대체 역사와 함께 손꼽힌다. 2차 세계대전에서 이탈리아 왕국, 일본 제국이나 나치 독일의 추축국이 승리하는 대체 역사이다.

## 개념과 배경

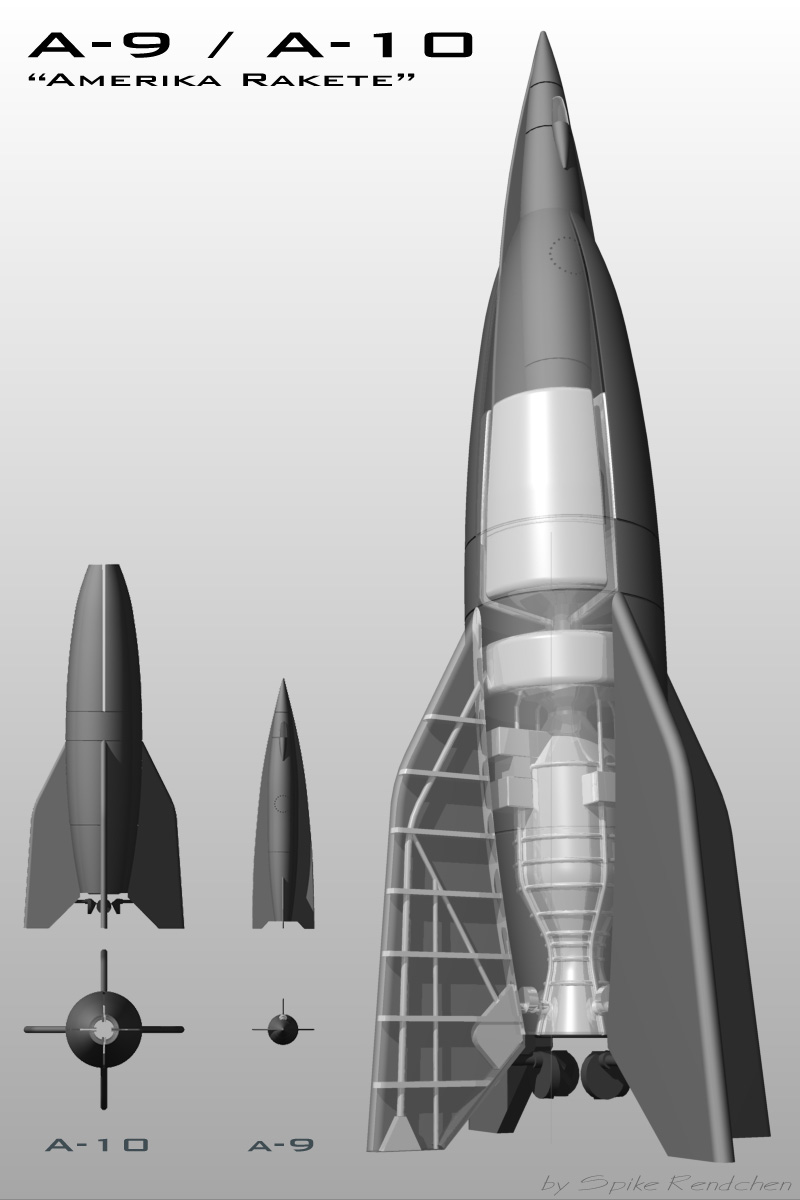
소설 보복 무기에서 등장한 독일의 A-9 및 A-10 미사일.

분위기 면에서, 제2차 세계 대전의 추축국의 승리 개념은 보통 우울한 배경을 만들어내며, 독자들은 어두운 분위기에서의 전개를 보게 된다. 이 장치를 사용한 작가들로는 필립 K. 딕, 스티븐 프라이, 로버트 해리스, 필립 로스 등이 있다. 역사와 반대되는 시나리오들은 단편소설부터 장편소설과 희곡 등의 다양한 방식으로 발표되었다. 보통 우정, 사회적 성, 이데올로기, 인종, 정체성 등의 문제가 주제로 등장한다.
최초의 예인 만자의 밤(Swastika Night)은 나치 독일이 집권하고 있던 1937년에 등장하였으며, 대체 역사라기보다는 그 당시 미래의 역사였다.
어떤 경우에는 나치가 유럽에서 승리한 것으로 그리고 있지만, 미국은 여전히 해방되어 있다(1945, SS-GB, 당신들의 조국 등). 나치 제국과 일본이 세상을 정복한 시나리오도 있다(만자의 밤, 최종 해결책(The Ultimate Solution), 그의 나팔 소리(The Sound of His Horn) 등).
몇몇 시나리오에서는 이런 상황에서도 연합국 지지자들과 반파시스트 저항 세력을 위한 기회가 존재한다. 예를 들어, 내 원수의 목전에서(In the Presence of Mine Enemies)에서는, 승리한 나치 정권이, 냉전 말기 동구권에서 표현의 자유를 허용한 페레스트로이카와 유사한, 개혁을 겪게 된다. 다른 작품들에서는 암울하게 바라본다. 소설 만자의 밤과 그의 나팔 소리에서는, 나치 제국이 수백 년 동안 존속해 유럽의 정신에 깊은 사회, 문화적 영향을 미친다. 또한, 높은 성의 사나이와 최종 해결책에서는 독일과 일본 간 복잡한 갈등이 수십 년 동안 계속되고 둘 사이의 핵전쟁으로 확대될 위험을 마주치며, 제2차 세계 대전 이후 연합국들의 갈등과 비슷한 교착 상태가 벌어진다.
어떤 경우에는, 나치 승리의 악몽이 시간 여행 소재를 사용하여 뒤집히기도 한다. 프로테우스 작전(The Proteus Operation), 역사 만들기(Making History), 타임웜: 탈출(Timewyrm: Exodus), 필라델피아 실험 II(Philadelphia Experiment II)와 스타 트렉: 엔터프라이즈의 에피소드 폭풍 전선(Storm Front) 등이 이렇다. 나치의 승리가 시간 여행자의 간섭의 결과인 경우도 있다.
- 빅 타임(The Big Time)에서는 시공간 전체에 걸친 대규모 우주 전쟁의 작은 부작용으로서 나타난다.
- 1967년의 스타 트렉의 에피소드 영원의 가장자리 도시(The City on the Edge of Forever)에서는 1930년에 레너드 매코가 구한 여성이 평화주의 운동을 이끌게 되어 미국이 전쟁에 늦게 참여하게 되고, 독일 제3제국이 핵 군비 경쟁에서 승리하게 된다. 제임스 T. 커크는 그것을 알고 나서 대단히 큰 슬픔에 빠진다(그가 사랑에 빠졌던 그 의문의 여성이 죽게 놔둬야 했다). 프로듀서 로버트 저스트맨은 나중에 당연히 이 이야기는 반전 운동에 대한 암묵적인 비난을 의도한 것이라고 밝혔다.[6]
- 폭풍 전선에서는, 블라디미르 레닌이 1916년에 살해되면서 볼셰비키 혁명이 일어나지 않고, 히틀러는 이 사건을 독일 제국에 대한 위협으로 간주하지 않게 된다. 결과적으로, 나치의 군대는 영국 및 서유럽으로 향했고, 1944년에 독일은 미국 북동부에서 남쪽으로는 사우스캐롤라이나 주까지, 서쪽으로는 오하이오주 중부까지 정복한다.
- 1996년의 역사 만들기(Making History)에서는 그것이 발생하는 것을 막으려고 하자 재앙적인 부작용을 가져온다. 케임브리지 대학교의 교수(아우슈비츠 수용소의 나치 의사 아들)와 학생이 1889년으로 돌아가 브라우나우암인의 물을 오염시켜 히틀러가 아예 태어나지 못하게 막는다. 그러나 히틀러가 없자 나치당은 더욱 효과적인 통치 아래 핵무기를 비밀리에 개발하여 1938년 소련을 붕괴시키고 1939년 말까지 유럽 전역을 지배한다. 그 결과, 교수와 학생은 케임브리지 대학이 아니라 프린스턴 대학 소속이 된다. 또한 미국과 독일의 냉전이 이어지며, 독일은 역설적으로 브라우나우암인의 물을 연구하여 약품을 만드는 데 이용한다. 이 약은 유럽 유대인들을 불임으로 만드는데 사용되며 그 결과는 홀로코스트로 이어진다. 서유럽은 혹독한 나치의 지배하에 있게 된다.

몇몇 작가들은 영국인과 미국인들이 나치의 점령과 홀로코스트의 확대에 최대한 협조하는 것으로 묘사한다. 그에 대한 불응의 문제는 특히 그것이 여기에 일어났다(It Happened Here), 협력자(Collaborator), SS-GB, 최종 해결책(The Ultimate Solution)에서 드러난다. 이러한 문학 작품들은, 연합국의 현재 시민들이 잔인하고 부도덕해진, 현실의 사회와 정치 체제에 대한 비판을 의도한 것이다. 다른 작품들에서는, 반란과 나치 정권의 전복이 묘사된다; 일례로 독수리의 싸움(Clash of Eagles)이 있다.
어떤 책들은 미국의 국내 정치에 집중하여 미국 친나치 관리로 인하여 미국 자체에 파시스트 정권이 성립되고(미국 반대 계획(The Plot Against America) 등), 미국의 극우 정권이 나치와 동맹하는 것을 등장시키기도 했다. 미국-나치 동맹은 K는 죽이기 위한 것(K is for Killing) 등에서 나온다. 분리(The Divide)에서는 미국이 대외 원조 대신 고립주의를 택해 나치의 승리가 벌어지기도 한다. 이것들은 현대 미국 정치에 대해 명확한 의미를 가지기도 한다. 지도자(The Leader)에서는, 독일의 정복 때문이 아니라 영국에서 자생적으로 파시스트가 집권한다.
높은 성의 사나이, 수풀의 병사들(The Bush Soldiers) 등의 몇몇 책들은 나치보다 일본 제국에 집중한다. 몇몇 경우에는, 특정 나라가 강조된다. 펄쇠 숲의 공격(Attentatet i Pålsjö skog)에서는 1941년 5월 스웨덴 침공이 성공해 결과적으로 바르바로사 작전이 3주나 지연되고, 소련이 준비를 할 수 있게 되어 히틀러가 1944년 말에 현실보다 더 일찍 패배하게 된다. 수풀의 병사들에서는 오스트레일리아가, 간디의 비폭력에 대한 비판을 담은 최후의 신조(The Last Article)에서는 인도가 점령당한다. 다하우 이후(After Dachau)등의 책에서는 나치의 승리 시나리오가 작가의 넓은 정치적, 철학적 아이디어를 전달하기 위한 수단으로 쓰였다.
해리 터틀도브의 월드워(Worldwar) 시리즈는 1942년 외계인이 지구를 침공하여 인간들이 그들과 대항하도록 하여, 연합국을 이기지 않고서 나치가 1945년 이후에도 독일을 계속 지배하게 되는 특수한 경우이다. 이것은 외계인이 폴란드를 침공하여 아우슈비츠 수용소는 폐쇄되고 대부분의 동유럽 유대인들이 최종 해결책으로부터 살아남는 긍정적인 결과를 낳는다.
1978년, 영국 만화 미스티에서 센티널을 출간했다. 센티널은 1940년에 나치 독일이 영국을 정복한 평행우주와 우리가 살고 있는 우주 사이의 통로 역할을 하는 두 개의 아파트 블록이다. 사람들은 두 세계 사이에서 방황하며, 원인 불명의 실종에 대한 테러가 발생하고 두 개의 평행세계 세계가 섞이게 된다. 이것은 게슈타포가 실수로 구출 작전을 위해 연합한 두 세계에서 온 사람들과 우리 우주의 사람들을 체포하면서 고조된다.
이러한 문학에서 자주 다루어지는 것은 발달한 나치의 기술이다. 전쟁 당시 역사상 독일의 로켓과 제트 항공기에서의 혁신을 토대로, 이야기들은 제3제국이 기술 면에서 현실을 한참 뛰어넘은 미래를 등장시킨다. 그 예로, 높은 성의 사나이에서는, 1960년대 초의 제3제국이 화성의 식민지화를 시작하고 초음속기를 상용화한다; 하지만 독일/일본 냉전은 현실 세계보다 더 빨라진 핵 군비 경쟁도 유발한다. 이러한 것이 양면적으로 보여진다; 높은 성의 사나이에서의 주요 전개 요소 중 "민들레 작전(Operation Dandelion)"이 있는데, 요제프 괴벨스와 나치 강경파들이 지지하는, 일본 본토에 제1격을 가하는 것이다.

## 연구
가브리엘 데이비드 로젠펠드(Gavriel David Rosenfeld) 등의 일부 학자는, 히틀러가 만들지 못한 세계: 대체 역사와 나치즘의 기억(The world Hitler never made : alternate history and the memory of Nazism)(2005)에서 본격적인 학문 연구 주제로서의 이런 하위 장르와 그들의 다양한 의미에 대한 연구에 착수했다.
소설이 아닌 학술 논문 형식의 대체 역사 시나리오들도 쓰여졌다. 예를 들어, 그린힐의 대체의 선택들(Greenhill's Alternate Decisions)은 소설의 허구가 없이 군사 역사학자, 장교들에 의해 쓰여진 시리즈이다.

## 작품 목록

### 문학
- '48 - 제임스 허버트(James Herbert)(1996)
- 그 날에 대항해서(Against the Day) - 마이클 크로닌(Michael Cronin)(1999)
- 펄쇠 숲의 공격(Attentatet i Pålsjö skog) - 한스 알프레드손(Hans Alfredson)(1996)
- 시간의 추축(Axis of Time) 시리즈 - 존 버밍햄(John Birmingham)(2004-2007)
- 빅 타임(The Big Time) - 프리츠 라이버(1957)
- 독수리의 싸움(Clash of Eagles) - 리오 러트먼(Leo Rutman)(1990)
- 협력자(Collaborator) - 머리 데이비스(2003)
- 분리(The Divide) - 윌리엄 오버가드(William Overgard)(1980)
- 지배(Dominion) - C. J. 샘슨(C. J. Sansom)(2012)
- 파싱(Farthing), 하페니(Ha'penny), 왕관의 절반(Half a Crown) 시리즈 - 조 월턴(2006-2008)
- 당신들의 조국 - 로버트 해리스(1992)
- 내 원수의 목전에서(In the Presence of Mine Enemies) - 해리 터틀도브(2003, 1992년의 21쪽짜리 동명 단편이 원작)
- 강철 꿈(The Iron Dream) - 노먼 스핀래드(1972)
- K는 죽이기 위한 것(K is for Killing) - 대니얼 이스터먼(Daniel Easterman)(1997)
- 최후의 신조(The Last Article) - 해리 터틀도브(1988)
- 지도자(The Leader) - 가이 월터스(Guy Walters)(2003)
- 생활권(Living Space) - 아이작 아시모프(1956)
- 마다가스카르 계획(The Madagaskar Plan) - 가이 새빌(Guy Saville)(2015)
- 역사 만들기(Making History) - 스티븐 프라이(1996)
- 높은 성의 사나이 - 필립 K. 딕(1962)
- 미국 반대 계획(The Plot Against America) - 필립 로스(2004)
- 프로테우스 작전(The Proteus Operation) - 제임스 P. 호건(1985)
- 레지스탕스(Resistance) - 오언 시어스(Owen Sheers)(2007)
- 그의 나팔 소리(The Sound of His Horn) - 사반(Sarban)(1952)
- SS-GB - 렌 디턴(Len Deighton)(1978)
- 만자의 밤(Swastika Night) - 캐서린 버드킨(Katharine Burdekin)(1937), 제2차 세계 대전 이전에 쓰여져 대체 역사는 아니다.
- 토르가 캡틴 아메리카를 만나다(Thor Meets Captain America) - 데이비드 브린(1986)
- 타임웜: 탈출(Timewyrm: Exodus)(닥터 후 시리즈) - 테런스 딕스(Terrance Dicks)(1991)
- 최종 해결책(The Ultimate Solution) - 에릭 노든(Eric Norden)(1973)

### 희극
- 우리 시대의 평화(Peace in Our Time) - 노엘 코워드(1947)

### 영화
- 그것이 여기에 일어났다(It Happened Here)[7] - 케빈 브라운로(Kevin Brownlow) 감독
- 당신들의 조국 영화판(1994)
- 인랑(2000), 여기서는 나치 독일이 일본과 싸워 승리했다.
- 화이트홀의 군화(Jackboots on Whitehall)(2010)
- 레지스탕스(Resistance) 영화판(2011)

### TV

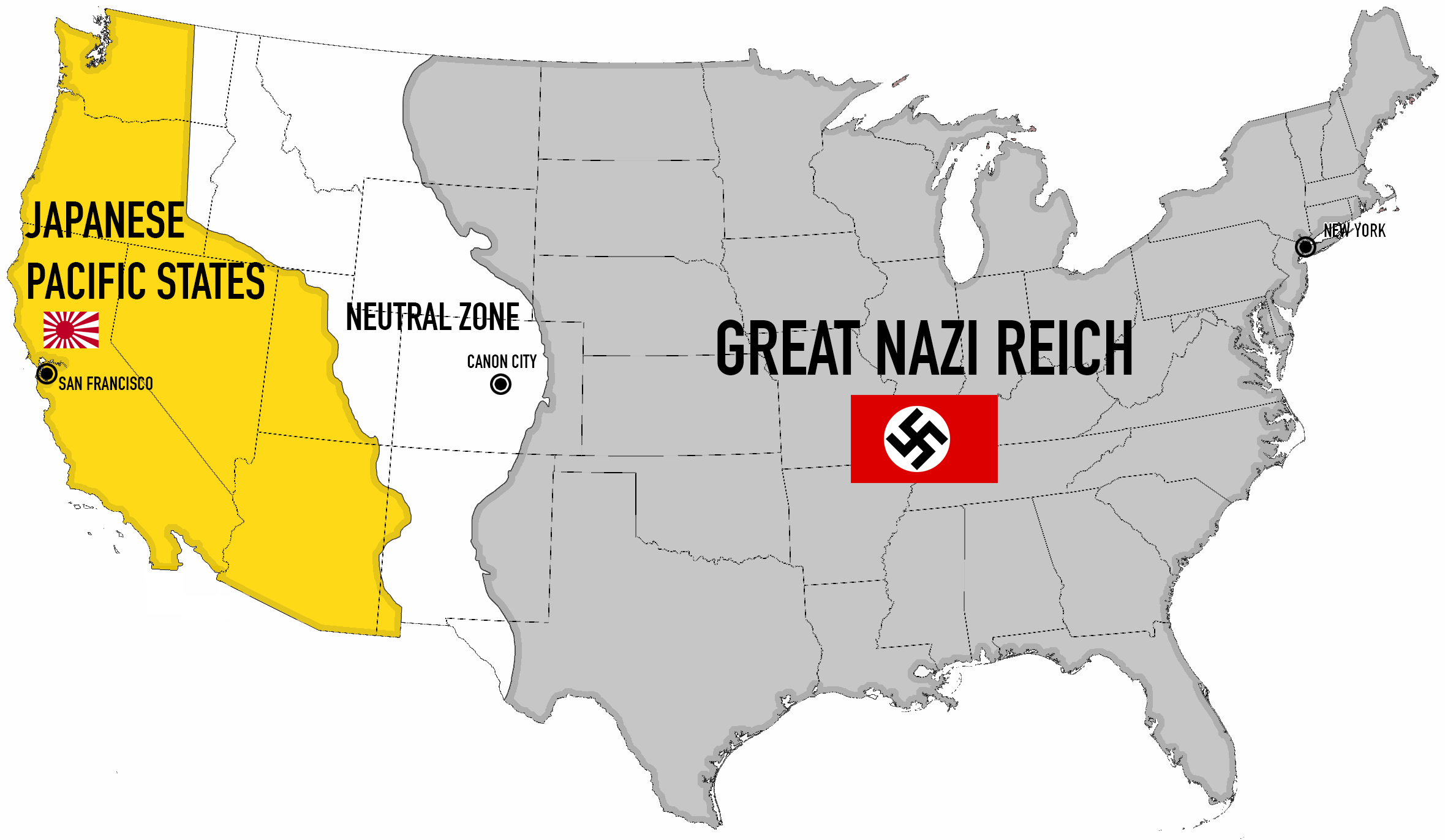
이 지도는 높은 성의 사나이 TV 드라마에서 묘사된 점령당한 미국을 그리고 있다.

- 다른 남자(The Other Man)(1964)
- 영국인의 성(An Englishman's Castle)(1978)
- 영원의 가장자리 도시(The City on the Edge of Forever)(스타 트렉)
- 0시(Zero Hour)/폭풍 전선(Storm Front)(스타 트렉: 엔터프라이즈)
- 미스핏츠 시즌 3 제3화
- 높은 성의 사나이 드라마, 높은 성의 사나이에 기반함
- SS-GB 드라마(2017)

### 게임
- 울펜슈타인: 더 뉴 오더 - 머신게임즈(MachineGames) 제작(2014)

## 같이 보기
- 추축국의 아시아 분단 협상
- 나치 독일의 우랄 산맥 계획
- A-A 선
- 대체 역사
- 대게르만국
- 레벤스라움
- 대동아공영권
- 신질서 (나치즘)
- 바다사자 작전

## 추가 문헌
- Gavriel David Rosenfeld. The World Hitler Never Made. Alternate History and the Memory of Nazism (2005).
- Tirghe, Carl. "Pax Germanicus in the future-historical". In Travellers in Time and Space: The German Historical Novel (2001).
- Winthrop-Young, Geoffrey. "The Third Reich in Alternate History: Aspects of a Genre-Specific Depiction of Nazism". In Journal of Popular Culture, vol. 39 no. 5 (October 2006).